# Kitakami (Schiff, 1921)
Die Kitakami (japanisch 北上) war ein Leichter Kreuzer der Kuma-Klasse der Kaiserlich Japanischen Marine, der um 1920 gebaut wurde und im Zweiten Weltkrieg zum Einsatz kam.

## Bau
Der Bauauftrag für die spätere Kitakami wurde an die Marinewerft in Sasebo vergeben. Diese legte den Rumpf am 1. September 1919 auf Kiel und der Stapellauf erfolgte 3. Juli 1920. Die Indienststellung erfolgte am 15. April 1921 unter dem Kommando von Kaigun-taisa (Kapitän zur See) Sakamoto Teiji, welcher bereits seit dem 11. Juni 1920 als sogenannter Oberster Ausrüstungsoffizier (jap. 艤装員長, gisō inchō) mit der Baubelehrung beauftragt gewesen war.

## Modifizierungen und Umbauten
Die Kitakami wurde zwischen 1936 und 1937 auf Kesselanlagen mit einer Ölfeuerung umgerüstet. 1938 wurde die Flugabwehr durch zwei Maschinengewehre 7,7 mm L/80 Typ 92 verstärkt, die Kanone 8,0 cm L/40 Typ 3 wurde entfernt und zwei Zwillingsmaschinenkanonen 25 mm L/60 Typ 96 ersetzt. 

### Torpedoträger
Um 1934 entwickelte die Marine eine neue Strategie auf Basis eines neuen Torpedotyps mit großer Reichweite. Man beschloss schließlich die Kitakami zu einem Torpedoträger umzubauen, der als Teil der Gesamtstrategie der Marine eine feindliche Schlachtflotte aus dem Schutz der Dunkelheit heraus mit einer großen Zahl an überlegenen Torpedos angreifen sollte. Der so dezimierte Gegner sollte dann von der japanischen Schlachtflotte besiegt werden.
Dazu verbaute man zehn Vierlingsstarter für Torpedos Typ 93 (61 cm) an den Schiffseiten und entfernte die Masse der Hauptartillerie. Lediglich zwei Geschütze 14,0 cm L/50 Jahr 3 auf dem Vorschiff blieben erhalten. Zwei weitere Flugabwehrmaschinenkanonen wurden verbaut und die Feuerleitgeräte auf den Schwerpunkt Torpedoeinsatz geändert. Die Geschwindigkeit des Schiffes lag nach den Umbauten bei 31,67 Knoten.

### Truppentransporter
Basierend auf der veränderten strategischen Lage nach der Schlacht um Midway beschloss man im Sommer 1942 die vier achtern Vierlingstorpedosätze von Bord zu geben und die Kitakami zum Truppentransporter umzubauen. Die Flugabwehr wurde durch zwei Drillinge 25 mm L/60 Typ 96 verstärkt. Man nahm zwei 14-m-Landungsboote an Bord und brachte Abwurfschienen für Wasserbomben an.

### Kaitenträger

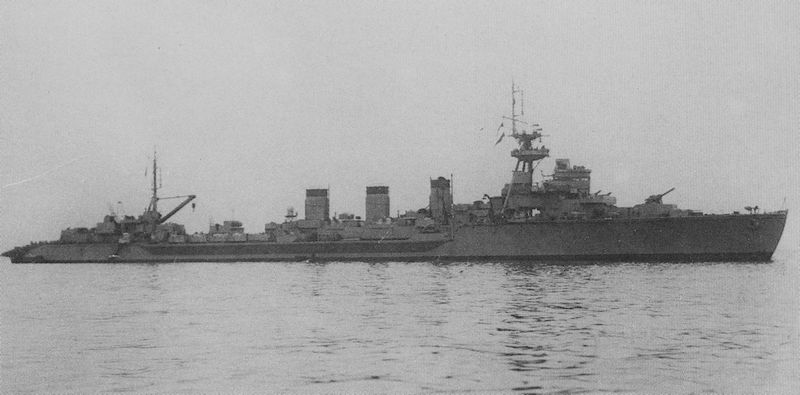
Die Kitakami als Träger für Kaiten 1945

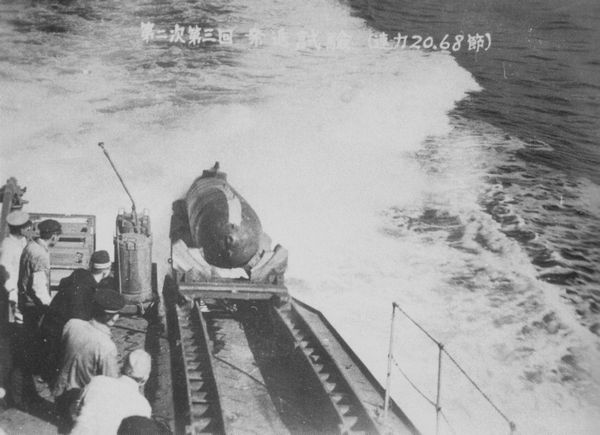
Ein Kaiten wird während einer Übung über das Heck abgesetzt.

Nachdem das Schiff im Januar 1944 schwer beschädigt worden war und ohnehin in die Werft musste, entschloss man sich das Schiff vom Sommer 1944 bis zum Frühjahr 1945 zum Träger für Uboote für Selbstopfereinsätze, so genannte Kaiten, umzubauen. Der UBoottyp basierte auf dem Torpedo Typ 93 und wurde, wie der Torpedo, von Sauerstoff angetrieben, so dass man die Generatoren für die Sauerstoffbetankung auch nach dem Umbau weiter benutzen konnte. Die hinteren beiden Turbinensätze und das zugehörige, innere Propellerpaar wurden entfernt, um Platz zu schaffen. Die Geschwindigkeit fiel auf 23,8 Knoten. Die verbliebenen Torpedosätze und die beiden 14-cm-Geschütze wurden abmontiert und zwei Zwillingsflugabwehrkanonen Typ-89 12,7-cm wurden verbaut. Dazu kamen 67 25-mm-Maschinenkanonen. Es konnten bis zu acht Kaiten an Deck gelagert werden, die auf Schienen, über das zum Heck abfallende Deck, ins Wasser abgelassen werden konnten.
Bis zum Kriegsende wurde die Flugabwehr um weitere 21 25-mm-Maschinenkanonen aufgestockt.

## Werdegang

### Vorkriegsgeschichte
Die Kitakami wurde im Oktober 1930 durch eine Kollision leicht beschädigt. Dabei rammte sie der Kreuzer Abukuma während der Dunkelheit mittschiffs. Die Abukuma wurde schwer beschädigt und verlor ihren Bug bis zum vorderen Hauptgeschütz.

### Zweiter Weltkrieg
Die Kitakami führte zu Kriegsbeginn, als Teil der 9. Sentai, Geleitschutzaufgaben durch. Im August 1941 wurde die Kitakami eingedockt, um zum Torpedoträger umgebaut zu werden. Die Arbeiten waren im Dezember 1941 weitgehend abgeschlossen.
Im Frühjahr 1942 gehörte sie zur 9. Kreuzerdivision unter Vizeadmiral Takasu Shirō. Nach der Schlacht von Midway wurde sie zwischen August und September 1942 zum Transporter umgebaut.
Ab Oktober führte sie, gemeinsam mit ihrem Schwesterschiff Ōi, mehrere Transporteinsätze für Truppen durch, die im Zusammenhang mit der Schlacht um Guadalcanal standen.
Im Jahr 1943 war sie Teil der Operation Hei-go, bei der sie in mehreren Fahrten, gemeinsam mit anderen Transportern, die gesamte 20. Division der Kaiserlich Japanischen Armee von China nach Wewak auf Papua-Neuguinea transferierte.
Im Januar 1944 wurde sie zum Truppentransport auf die Andamanen abgestellt. Sie landete die Soldaten am 25. Januar 1944 an. Das Uboot Templar entdeckte den Kreuzer zwei Tage später und griff ihn an. Die Kitakami wurde von zwei Treffern schwer beschädigt und musste von der Kinu abgeschleppt werden.
Nach mehreren Notreparaturen erreichte sie im Juli 1944 Japan und wurde dort zum Kaitenträger umfunktioniert. Die Arbeiten waren im Januar 1945 abgeschlossen.
Wegen Treibstoffmangels und ungünstiger strategischer Lage für ein Schiff dieses Typs, wurde sie jedoch nie in dieser Rolle eingesetzt, sondern verbrachte ihre Zeit mit Ausbildung und langen Liegezeiten.

### Kriegsende
Ab März 1945 setzte die United States Navy zur endgültigen Offensive gegen die Reste der japanischen Flotte an. Kampfflugzeuge, die von Landbasen und von Flugzeugträgern starteten, griffen die verbliebenen japanischen Schiffe an ihren Liegeplätzen in Japan an. Im Juli wurde schließlich die Kitakami zum Ziel. Nahtreffer von Fliegerbomben setzten durch die schweren Erschütterungen die Maschinenanlage außer Funktion. Von den Besatzungsmitgliedern starben 32 durch Maschinengewehrfeuer oder durch Folgen der Bombeneinschläge.
Nach der Kapitulation Japans wurde der Kreuzer zur Rückführung japanischer Truppen von den zahlreichen überseeischen Garnisonen eingesetzt und schließlich im August 1946 abgewrackt.

## Name
Die Kitakami ist das erste Kriegsschiff einer japanischen Marine, das diesen Namen trägt. Benannt nach dem Fluss Kitakami auf Honshū.

## Liste der Kommandanten
| Nr. | Name                                                  | Beginn der Amtszeit | Ende der Amtszeit | Bemerkungen                                                                    |
| --- | ----------------------------------------------------- | ------------------- | ----------------- | ------------------------------------------------------------------------------ |
| 1.  | Kapitän zur See Sakamoto Teiji                        | 15. April 1921      | 15. März 1922     | seit 11. Juni 1920 mit der Baubelehrung betraut                                |
| 2.  | Kapitän zur See Tamazaki Shosaku                      | 15. März 1922       | 1. Dezember 1922  |                                                                                |
| 3.  | Kapitän zur See Takahashi Ritsuto                     | 1. Dezember 1922    | 1. Dezember 1923  |                                                                                |
| 4.  | Kapitän zur See Kawano Togo                           | 1. Dezember 1923    | 1. November 1924  |                                                                                |
| 5.  | Fregattenkapitän / Kapitän zur See Yoshikawa Masakiyo | 1. November 1924    | 15. April 1925    |                                                                                |
| -   | Fregattenkapitän Matsui Risaburo                      | 15. April 1925      | 15. Juni 1925     | Mit der Wahrnehmung der Geschäfte betraut                                      |
| 6.  | Kapitän zur See Hirayama Sakae                        | 15. Juni 1925       | 20. November 1925 |                                                                                |
| 7.  | Kapitän zur See Furukawa Ryoichi                      | 20. November 1925   | 1. Dezember 1926  |                                                                                |
| -   | Kapitän zur See Seimiya Yoshitaka                     | 1. Dezember 1926    | 1. Dezember 1927  | Mit der Wahrnehmung der Geschäfte betraut                                      |
| 8.  | Kapitän zur See Kohiyama Shinji                       | 1. Dezember 1927    | 4. Dezember 1928  |                                                                                |
| 9.  | Fregattenkapitän / Kapitän zur See Shimomura Shosuke  | 4. Dezember 1928    | 5. Oktober 1929   |                                                                                |
| 10. | Kapitän zur See Saito Naohiko                         | 5. Oktober 1929     | 5. Dezember 1929  |                                                                                |
| 11. | Kapitän zur See Baron Sonoda Minoru                   | 5. Dezember 1929    | 1. Dezember 1930  |                                                                                |
| 12. | Kapitän zur See Horie Rokuro                          | 1. Dezember 1930    | 14. November 1931 |                                                                                |
| 13. | Kapitän zur See Kusaka Jin'ichi                       | 14. November 1931   | 1. Dezember 1932  |                                                                                |
| 14  | Kapitän zur See Baron Samejima Tomoshige              | 1. Dezember 1932    | 14. März 1934     |                                                                                |
| 15. | Kapitän zur See Takeda Moriji                         | 14. März 1934       | 15. November 1934 |                                                                                |
| 16. | Kapitän zur See Inoue Yasuo                           | 15. November 1934   | 10. Oktober 1935  |                                                                                |
| 17. | Kapitän zur See Matsuyama Mitsuharu                   | 10. Oktober 1935    | 1. Dezember 1937  |                                                                                |
| 18. | Kapitän zur See Horiuchi Kaoru                        | 1. Dezember 1937    | 15. Dezember 1938 |                                                                                |
| 19. | Kapitän zur See Graf Ueno Masao                       | 15. Dezember 1938   | 19. Oktober 1940  |                                                                                |
| 20. | Kapitän zur See Nishioka Shigeyasu                    | 19. Oktober 1940    | 1. November 1940  |                                                                                |
| 21. | Kapitän zur See Nabeshima Shunsaku                    | 1. November 1940    | 15. März 1941     |                                                                                |
| 22. | Kapitän zur See Ura Koichi                            | 15. März 1941       | 1. September 1941 |                                                                                |
| 23. | Kapitän zur See Araki Tsutau                          | 1. September 1941   | 28. November 1941 |                                                                                |
| 24. | Kapitän zur See Norimitsu Saiji                       | 28. November 1941   | 5. September 1942 |                                                                                |
| 25. | Kapitän zur See Tsuruoka Nobumichi                    | 5. September 1942   | 17. Mai 1943      |                                                                                |
| 26. | Kapitän zur See Nomura Tomekichi                      | 17. Mai 1943        | 21. November 1943 |                                                                                |
| 27. | Kapitän zur See Tanaka Jo                             | 21. November 1943   | 10. Juni 1944     |                                                                                |
| 28. | Kapitän zur See Kase Saburo                           | 10. Juni 1944       | 22. August 1944   |                                                                                |
| -   | Kapitän zur See Shimizu Masamoto                      | 22. August 1944     | 1. Dezember 1944  | Hafenkapitän der Marinewerft Sasebo, mit der Wahrnehmung der Geschäfte betraut |
| 29. | Kapitän zur See Kanaoka Kunizo                        | 1. Dezember 1944    | 15. August 1945   |                                                                                |
| -   | Sakuma Hidechika                                      | 17. Januar 1946     | 1. Februar 1946   |                                                                                |
| -   | Onitsuka Takeji                                       | 1. Februar 1946     | 22. August 1946   |                                                                                |
| -   | Inada Susumu                                          | 22. August 1946     | Oktober 1946      |                                                                                |